# Nordansjö, Hedesunda
Nordansjö är en mindre by i Hedesunda socken, Gävle kommun. Byn är känd i skriftliga källor från år 1654. Områdesnamnet för trakten där Nordansjö finns heter Bodarna. Närmaste grannby är Kågbo.